# Sigeberht
Sigeberht (což zhruba znamená „Velkolepé vítězství“), též Sigebriht nebo Sygebryht (narozen ?, zemřel po roce 757) byl anglosaský král Wessexu v letech 756–757. Nastoupil po svém příbuzném Cuthredovi, který stejně jako on patrně nepocházel z pokrevní linie královského rodu Cerdikovců.

## Život
Anglosaská kronika uvádí bez dalších podrobností, že Sigeberht pocházel z královské krve Wessexu. Podle anglického kronikáře z 12. století Jana z Worcesteru měl být jeho otcem jistý Sigeric. Sigeberht nastoupil na trůn v roce 756 po králi Cuthredovi, možná svém otci.
Brzy se však začaly na jeho styl vlády rojit stížnosti a po jednom roce na trůnu byl obviněn z nečestného chování, takže ho královská rada witenagemot přiměla k abdikaci. Radu vedl Cynewulf, který se stal novým králem Wessexu. Po své abdikaci dostal Sigeberht do správy Hamtunscir (současné hrabství Hampshire). Ale i jako pán Hampshiru narazil na odpor. Poté, co byl obviněn ze zabití svého posledního příznivce, hraběte Cumbrana, vyhnal ho král Cynewulf ze země. Sigeberht uprchl do pohraničního hvozdu ve Wealdu mezi královstvími Kent a Sussex. Tam byl po roce 757 zavražděn neurozeným příslušníkem širší Cumbranovy domácnosti, který chtěl pomstít smrt svého pána.
Je možné, že se to vše dělo z popudu mercijského krále Æthelbalda.
Sigeberhtův bratr ætheling Cyneheard byl z Wessexu také vyhnán, ale v roce 786 se vrátil a zaútočil na krále Cynewulfa s cílem převzít moc sám. Oba v tomto boji padli.